# Berterath
Berterath est un hameau de la commune belge de Bullange située en Communauté germanophone de Belgique dans la province de Liège en Région wallonne.
Avant la fusion des communes de 1977, Berterath faisait partie de la commune de Manderfeld.

## Situation et description
Berterath est un hameau d'Ardenne principalement situé en rive droite et sur le versant ouest de l'Our. Il se trouve le long de la route nationale 634 entre la frontière allemande et Manderfeld ainsi que dans quelques rues adjacentes. Il avoisine les hameaux d'Afst, Hergersberg et Merlscheid. Dans les années 1890 un domaine agricole fut érigé par le gouvernement allemand, pour soutenir le développement économique de cette région, assez pauvre à l'époque. Dans une partie des bâtiments du Domaine de Berterath, s'est installée en 2017 la microbrasserie « Eifel-Craft-Beer ».
En 2017, Berterath comptait 30 habitants pour 14 habitations dont quelques fermes.
Parmi les habitations, on recense un ancien moulin à eau.

## Tourisme
Berterath compte des gîtes de vacances.